# Екомаркетинг
Екомаркетингът, наричан още зелен маркетинг или екологичен маркетинг, както и маркетинг по околната среда, се занимава с опазването и грижата към заобикалящата ни среда.
Дейността в тази област е насочена към грижата и опазването на животинския и растителен свят. Зеленият цвят в рекламата – символ на природата, означава грижа за околния свят и отговорно отношение на марката към потребителите и природата.
Изработването на алтернативни методи, смяна на суровините, използването на екоопаковки са само част от екологичната стратегия, които изграждат екомаркетинга.
„Зеленият маркетинг“ възниква като термин в края на 1980-те и началото на 1990-те години. Първата работна среща по зелен маркетинг е организирана от Американската асоциация по маркетинг през 1975 г.
„Beyond Petroleum“ („Отвъд нефта“) е сред първите „зелени“ кампании, която се реализира със съдействието на Ogilvy & Mather, Ню Йорк. Кампанията показва как нефтена компания може не само да вреди на околната среда, но и също така да я предпазва чрез използването на алтернативни енергийни източници в своята дейност.
Благодарение на тази и още редица „зелени кампании“ започва бумът на екомаркетинговите организации.